# 28É busz (Budapest)
A budapesti 28É jelzésű éjszakai autóbusz a Blaha Lujza tér (Népszínház utca) és a Mádi utca között közlekedett. A vonalat a Budapesti Közlekedési Rt. üzemeltette.

## Története
1996. február 29-étől a megszűnő 28É villamosok helyett 28É jelzésű buszok közlekedtek a Blaha Lujza tér és a Mádi utca között. 2005. szeptember 1-jén megszűnt, útvonalának nagy részén az új 909-es jelzésű busz jár.

## Útvonala
| Mádi utca felé | Blaha Lujza tér (Népszínház utca) felé |
| --- | --- |
| Blaha Lujza tér (Népszínház utca) vá. – József körút – Rákóczi út – Kiss József utca – Népszínház utca – Nagy Fuvaros utca – Mátyás tér – Szerdahelyi utca – Karácsony Sándor utca – Kálvária tér – Baross utca – Kőbányai út – Kőrösi Csoma Sándor út – Élessarok – Jászberényi út – Maglódi út – Sibrik Miklós út – Mádi utca vá. | Mádi utca vá. – Mádi utca – Gitár utca – Harmat utca – Kőrösi Csoma Sándor út – Kőbányai út – Baross utca – Kálvária tér – Karácsony Sándor utca – Szerdahelyi utca – Mátyás tér – Nagy Fuvaros utca – Népszínház utca – Blaha Lujza tér (Népszínház utca) vá. |

## Megállóhelyei
| 0  | Blaha Lujza tér (Népszínház utca) végállomás   | 22 | 6É, 78É |
| 1  | Kiss József utca                               | ∫  |         |
| 2  | Nagy Fuvaros utca (↓) Népszínház utca (↑)      | 20 |         |
| 3  | Mátyás tér                                     | 19 |         |
| 4  | Karácsony Sándor utca (↓) Szerdahelyi utca (↑) | 18 |         |
| 5  | Kálvária tér                                   | 17 |         |
| 7  | Orczy tér                                      | 16 |         |
| 8  | Kőbányai út 31.                                | 14 |         |
| 10 | Könyves Kálmán körút                           | 13 | 1É      |
| 11 | Északi Járműjavító                             | 12 |         |
| 11 | Egészségház                                    | 11 |         |
| 12 | Mázsa tér                                      | 10 |         |
| 14 | Liget tér                                      | 9  |         |
| 15 | Szent László tér                               | 8  |         |
| ∫  | Ónodi utca                                     | 7  |         |
| 16 | Harmat utca (↓) Kőrösi Csoma Sándor út (↑)     | 6  |         |
| ∫  | Ihász utca                                     | 5  |         |
| ∫  | Harmat utca                                    | 4  |         |
| ∫  | Téglavető utca                                 | 3  |         |
| ∫  | Kocka utca                                     | 2  |         |
| ∫  | Kada utca                                      | 1  |         |
| ∫  | Lavotta utca                                   | 0  |         |
| 17 | Élessarok                                      | ∫  | 61É     |
| 18 | Sörgyár                                        | ∫  | 61É     |
| 19 | Gitár utca                                     | ∫  |         |
| 20 | Kocka utca                                     | ∫  |         |
| 21 | Kada utca                                      | ∫  |         |
| 22 | Bajcsy-Zsilinszky Kórház                       | ∫  |         |
| 23 | Sibrik Miklós út                               | ∫  |         |
| 25 | Mádi utca végállomás                           | 0  |         |